# 滇虎榛
滇虎榛（学名：Ostryopsis nobilis）为桦木科虎榛子属的植物，是中国的特有植物。分布在中国大陆的云南、四川等地，生长于海拔1,500米至3,000米的地区，多生在河谷和岩坡，目前尚未由人工引种栽培。

## 别名
大叶虎榛子（中国树木分类学）

## 异名
- Ostryopsis davidiana (Baill.) Decne. var. cinerescens Franch.